# Coluber manseri
Coluber manseri là một loài rắn trong họ Rắn nước. Loài này được Leviton mô tả khoa học đầu tiên năm 1986.